# الكسندر هاي (سياسي)
الكسندر هاي (بالإنجليزية: Alexander Hay)‏ هو سياسي أمريكي، ولد في 8 أبريل 1806، وتوفي في 5 نوفمبر 1882. انتخب عمدة بيتسبرغ (يناير 1842 – 17 يناير 1845).